# Hurdle
 Denne artikel bør gennemlæses af en person med fagkendskab for at sikre den faglige korrekthed.

En hurdle er en flyttelig hæk, bestående af to lodrette og parallelle rammer af træ med en afstand på 10 – 20 cm. Mellemrummet fyldes derefter op med kviste eller grangrene, der stikker 20 – 50 cm op over trærammen. En hurdle må ikke være mere end 135 – 200 cm lang, for at den ikke skal være for tung at flytte. En hurdle er ikke beregnet til nedslag, men hesten kan trække benene igennem de øverste grene eller kviste. Hurdler anvendes også som udfyldning til forhindringer på ridebanen.